# Óriáscincér
Az óriáscincér (Titanus giganteus) egy neotropikus, hosszú csápokkal rendelkező bogár, az egyetlen a Titanus nemből és az egyik legnagyobb ismert bogárfaj.

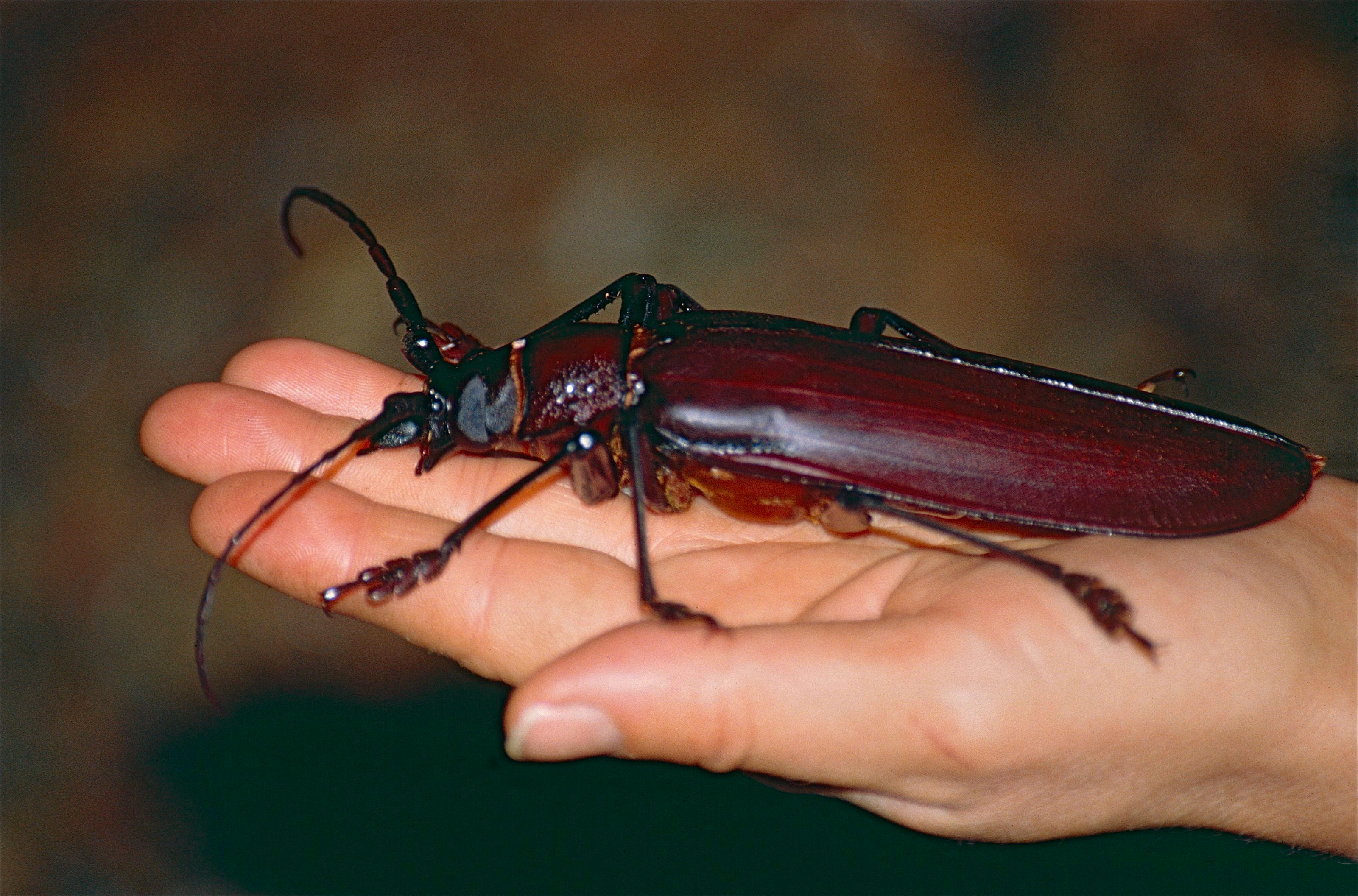
Nagysága az emberi tenyérhez viszonyítva

## Leírás
Az óriáscincér az egyik legnagyobb bogár; leghosszabb ismert példánya 16,7 cm. Összevethető a Xixuthrus heros-szal (15 cm) és a herkulesbogárral (Dynastes hercules), amelyek óriás hímjei 17,5 cm-re is megnőnek, azonban a herkulesbogár hímjeinek hatalmas szarvai vannak a tor előhátán (pronotum), amely a teljes hossz felét teszi ki. Az óriáscincér teste tehát lényegesen nagyobb, mint a herkulesbogáré. A rövid, ívelt és éles rágók ceruzát is képesek kettétörni és emberi húsba is bele tudnak vágni.

E bogarak lárváit még soha nem találták meg, de feltételezések szerint korhadó fák belsejével táplálkoznak. A lárvák által létrehozott vájatok nagyjából 5 cm szélesek és 30 cm hosszúak. Az óriáscincér évekig fejlődik így, mire teljes méretét eléri.  A kifejlett egyedek azután csupán néhány hétig élnek; ekkor már nem táplálkoznak, ehelyett társkereséssel töltik idejüket, figyelmeztető sziszegéssel és harapással védekeznek.
A National Geographic magazin közölt egy híres életnagyságú fényképet, amelyen egy vélt óriáscincér lárva szerepelt, de mint kiderült, ez egy másik bogárfaj volt, valószínűleg a Macrodontia cervicornis.

## Élőhely
Venezuela, Kolumbia, Ecuador, Peru, Guyanák és Észak-Közép-Brazília esőerdőiből ismertek.